# 15160 Wygoda
15160 Wygoda (2000 FK44) là một tiểu hành tinh vành đai chính được phát hiện ngày 29 tháng 3 năm 2000 bởi nhóm nghiên cứu tiểu hành tinh gần Trái Đất phòng thí nghiệm Lincoln ở Socorro.